# Heiko Peschke
Heiko Peschke (Riesa, 18 september 1963) is een voormalige Duits voetballer die bij voorkeur als verdediger speelde.   

## Carrière
Peschke werd geboren in Riesa. Hij startte zijn voetballoopbaan bij Hallescher FC. In 1983 ging hij naar FC Carl Zeiss. Hij heeft in zijn voetbaljaren bij FC Carl Zeiss totaal 188 wedstrijden gespeeld en 45 doelpunten gescoord. Hierna ging hij naar KFC Uerdingen. Peschke won een landskampioenschap in 1991. Hij maakte zijn debuut in het Oost-Duitse voetbalelftal in 1990. Peschke speelde 5 wedstrijden en 1 doelpunt gescoord voor de nationale ploeg. 
Hij beëindigde zijn voetbalcarrière in 1997. In 2001 werd hij trainer van VfR Neuss. 

## Erelijst

### Club
| Competitie    | Aantal | Jaren |
| ------------- | ------ | ----- |
| Land          |        |       |
| 2. Bundesliga | 1x     | 91/92 |